# Lola de Valence
Lola de Valence è un dipinto a olio su tela (123×92 cm) del pittore francese Édouard Manet, realizzato nel 1862 e conservato al museo d'Orsay di Parigi.

## Descrizione
Dopo il successo riscosso da Il chitarrista spagnolo, quadro con il quale Manet debuttò definitivamente nella scena artistica francese, l'artista decise di cimentarsi nuovamente nei soggetti spagnoli con Lola de Valence: la cultura iberica, infatti, era all'epoca molto popolare in Francia e lo stesso Manet subì irrimediabilmente il fascino della pittura spagnola del Seicento, che poté ammirare de visu al museo del Louvre, pur non essendosi mai recato sul posto.
Lola de Valence raffigura una ballerina di nome Lola, ammantata con una vaporosa mantilla, una passamanteria rossa, e un'esuberante gonna a balze a fondo nero con fiori rosso vivo. Si tratta del costume andaluso con il quale dovrà esibirsi da lì a pochi attimi: ella, inoltre, regge un ventaglio con la mano destra e presenta un piede davanti all'altro. È importante notare come in questo dipinto non vi è una resa analitica dei dettagli, che al contrario sono appena accennati: per questo motivo il dipinto, che pur faceva ricorso a modelli illustri (come il Goya, e in misura minore il Daumier), fu accolto molto freddamente dalla critica ufficiale. Particolarmente virulento fu il giudizio di Mantz, critico della Gazette des Beaux Arts, che indignato dallo stile compendiario del dipinto parlò di «caricatura del colore» e di «arte non sana». L'effetto, all'epoca, dovette essere ancora più impattante, considerando che lo sfondo inizialmente era totalmente nero, e solo in seguito fu ridipinto dal Manet che vi aggiunse un accenno di pubblico seduto.
Se da un lato il dipinto scandalizzò la critica, dall'altro suscitò le ferventi ammirazioni di Charles Baudelaire, fra i maggiori scrittori del tempo, destinato a divenire uno dei maggiori protettori di Manet nel corso della sua carriera. Baudelaire dedicò a Lola de Valence i seguenti versi:
Questa quartina non fece tuttavia che suscitare l'ilarità maligna del pubblico, considerata la bellezza decisamente mascolina di Lola, che mal si sposa con l'«incanto» cantato da Baudelaire.